# Klutiana baguionensis
Klutiana baguionensis là một loài tò vò trong họ Ichneumonidae.